# Maria Eugénia Cunhal
Maria Eugénia Barreirinhas Cunhal Medina (Lisboa, 17 de janeiro de 1927 - 10 de dezembro de 2015) era uma jornalista, poetisa, escritora, professora e tradutora portuguesa que usou também o pseudónimo Maria André.

## Biografia
Nasce em Lisboa Maria Eugénia Barreirinhas Cunhal, filha de Mercedes Simões Ferreira Barreirinhas (5 de maio de 1888 - 12 de setembro de 1971) e Avelino Henriques da Costa Cunhal (28 de outubro de 1877 - 19 de dezembro de 1966). Era a mais nova de quatro filhos do casal, dentre os quais se destacam o seu irmão Álvaro Cunhal, que era 14 anos mais velho do que ela. A irmã Maria Mansueta morreu em 1921, antes dela nascer e o irmão mais velho, António José, morreu quando ela tinha seis anos, em 1933.
Desde cedo interage com grandes figuras da literatura portuguesa, como José Gomes Ferreira, Alves Redol, Soeiro Pereira Gomes, que frequentavam a casa dos pais, nas Avenidas Novas, em Lisboa. Inicia a escola primária num colégio onde o pai era professor, mas completa-a em casa devido ao pai ser expluso aquando da primeira prisão de Álvaro Cunhal, em 1937 que visita, aos nove anos de idade na prisão de Aljube. Continua os estudos no Liceu Francês. Não prossegue para o ensino superior, mas começa a dar explicações, e faz traduções de legendas para a televisão; é a primeira tradutora dos contos de Tchekov para português.
Os seus poemas são publicados pela primeira vez na revista Vértice, sob o pseudónimo Maria André, entre 1937 e 1951.
Quando o pai é preso é também detida pela PIDE, a 2 de fevereiro de 1945, aos 18 anos, e interrogada, sendo libertada no dia seguinte por acção da mãe.  É também sujeita a várias detenções para interrogatórios quando Álvaro Cunhal se encontra na clandestinidade.
Cedo se torna militante do Partido Comunista Português, onde permanecerá até morrer, no sector Intelectual, Artes e Letras da Organização Regional de Lisboa no PCP.
Aos 21 anos casa com o psiquiatra Fernando Medina, primo de Urbano Tavares Rodrigues, e enviúva em 1964. Teve quatro filhos, Pedro (1950 - 1999), Miguel (1951 - 2006), Duarte e Joana.
Em 1973 colabora na produção do filme Jaime, realizado por António Reis. Maria Teresa Horta dedica-lhe o poema Maternidade (II) no seu livro As Mulheres de Abril em 1976.
Aderiu ao Conselho Nacional das Mulheres Portuguesas, tendo participado em reuniões sob a direcção de Maria Lamas, e fez também parte da Associação Feminina Portuguesa para a Paz. Trabalha desde 1978 até 1982 como jornalista da revista Mulheres, projecto editorial ligado ao Movimento Democrático de Mulheres, sob a direcção de Maria Lamas e com Maria Teresa Horta como chefe de redacção. Aqui publica entre outros uma reportagem sobre as Minas da Panasqueira, e outra sobre mulheres trabalhadores, intitulada Mulheres de Setúbal: Muitas formas de Vida.
Morreu em Lisboa, tendo sido posta em câmara ardente na sociedade Voz do Operário, e foi depos cremadada no cemitério do Alto de S. João.

## Obras

### Poesia
- O Silêncio de Vidro (1962)
- As Mãos e o Gesto (2000)

### Prosa
- História de Um Condenado à Morte (1983)

- Relva Verde Para Cláudio (2003)
- Escrita de Esferográfica (2008)

### Antologias
- Canal n°4, revista de literatura (1998)
- Leiamos (2002)

### Traduções
- Os Tzibukine, Tchekov (1963)